# Coupe d'Europe de ski alpin 2024-2025
Navigation
2023-2024 2025-2026
La Coupe d'Europe de ski alpin 2024-2025 est la 54e édition de la Coupe d'Europe de ski alpin, compétition de ski alpin organisée annuellement. Selon le calendrier initial elle se déroule du 23 novembre 2024 au 23 mars 2025 dans trente-deux stations européennes réparties dans onze pays.

## Déroulement de la saison
La saison est prévue pour débuter par deux slaloms géants masculins à Levi les 23 et 24 novembre 2024, avant une semaine de slaloms géants (deux féminins puis deux masculins) à Zinal du 2 au 6 décembre 2024. Elle est programmée pour comporter dix-neuf étapes masculines et dix-sept étapes féminines, conclues par des finales dans les stations norvégiennes de Kvitfjell pour les épreuves de vitesse et d'Oppdal pour les épreuves techniques.

### Saison des messieurs
37 épreuves sont prévues au départ pour les hommes cette saison et se composent de :
- 9 épreuves de descente.
- 7 épreuves de super-G.
- 11 épreuves de slalom géant.
- 10 épreuves de slalom.

Ces épreuves se déroulent sur 19 sites.
| \| Zinal Santa Caterina Val di Fassa Obereggen Valloire Wengen Pass Thurn Berchtesgaden Reiteralm Turnau Orcières Crans-Montana \| Les sites des compétitions situés dans les Alpes |
| Zinal Santa Caterina Val di Fassa Obereggen Valloire Wengen Pass Thurn Berchtesgaden Reiteralm Turnau Orcières Crans-Montana                                                        |

| \| Levi Soldeu Baqueira Bjelašnica Kvitfjell Norefjell Oppdal \| Les sites des compétitions hors Alpes |
| Levi Soldeu Baqueira Bjelašnica Kvitfjell Norefjell Oppdal                                             |

### Saison des dames
36 épreuves sont prévues au départ pour les dames cette saison et se composent de :
- 7 épreuves de descente.
- 9 épreuves de super-G.
- 10 épreuves de slalom géant.
- 10 épreuves de slalom.

Ces épreuves se déroulent sur 19 sites.
| \| Zinal Mayrhofen Saint-Moritz Valle Aurina Les Diablerets Puy-Saint-Vincent Zauchensee Zell am See Tarvisio Sella Nevea Oberjoch Bardonnèche Sarentino Kitzbühel \| Les sites des compétitions situés dans les Alpes |
| Zinal Mayrhofen Saint-Moritz Valle Aurina Les Diablerets Puy-Saint-Vincent Zauchensee Zell am See Tarvisio Sella Nevea Oberjoch Bardonnèche Sarentino Kitzbühel                                                        |

| \| Špindlerův Mlýn Kvitfjell Ål Oppdal \| Les sites des compétitions hors Alpes |
| Špindlerův Mlýn Kvitfjell Ål Oppdal                                             |

## Classement général
| Rang | Nom                        | Points | Victoire(s) | Podium(s) |
| ---- | -------------------------- | ------ | ----------- | --------- |
| 1    | Oscar Andreas Sandvik (it) | 968    | 3           | 9         |
| 2    | Lenz Hächler (de)          | 895    | 4           | 8         |
| 3    | Alban Elezi Cannaferina    | 718    | 2           | 6         |
| 4    | Felix Hacker (it)          | 610    | 4           | 6         |
| 5    | Alessio Miggiano (it)      | 533    | 1           | 1         |
| 6    | Vincent Wieser (it)        | 528    | 1           | 4         |
| 7    | Livio Hiltbrand (it)       | 526    | 2           | 3         |
| 8    | Simon Rueland (de)         | 494    | 3           | 5         |
| 9    | Marco Abbruzzese (it)      | 429    | 1           | 2         |
| 10   | Andreas Ploier (de)        | 428    | 1           | 3         |

| Rang | Nom                     | Points | Victoire(s) | Podium(s) |
| ---- | ----------------------- | ------ | ----------- | --------- |
| 1    | Nadine Fest             | 985    | 7           | 10        |
| 2    | Victoria Olivier (it)   | 870    | 1           | 5         |
| 3    | Janine Schmitt (it)     | 653    |             | 5         |
| 4    | Marion Chevrier         | 639    | 3           | 5         |
| 5    | Carmen Spielberger (it) | 589    | 1           | 4         |
| 6    | Stefanie Grob           | 544    |             | 2         |
| 7    | Fabiana Dorigo (de)     | 520    |             | 3         |
| 8    | Selina Egloff (it)      | 503    |             | 2         |
| 9    | Viktoria Bürgler (de)   | 499    | 1           | 1         |
| 10   | Sara Allemand           | 488    |             | 3         |

## Classements de chaque discipline
Les noms en gras remportent les titres des disciplines.

### Descente
Chez les femmes la saison est emputée de la moitié de ses courses, jusqu'à la finale de Kvitfjell annulée à cause du vent. Seulement quatre épreuves sont courues, ce qui a suffis à l'équipe autrichienne pour régner sans partage sur la discipline. Nadine Fest n'a presque rien laissé à ses concurrente avec ses trois victoires et une deuxième place. Elle s'impose avec soixante points d'avance sur sa compatriote Carmen Spielberger (it) présente elle aussi sur les quatre podiums et vainqueur de la seule descente que Fest n'a pas remportée, et cent-quinze sur une troisième autrichienne, Victoria Olivier (it). La quatrième place est partagée entre une autre autrichienne, Leonie Zegg (de), et l'italienne Sara Allemand (it), mais avec cent-trente-six points chacune les deux descendeuses sont loin des trois-cent-quatre-vingt points de Fest.
Chez les hommes la saison est toute différente : sur les neufs épreuves prévues seule la finale norvégienne n'a pas eu lieu. La discipline est dominée par l'équipe suisse qui place quatre coureur dans les cinq premières places, seulement privée du triplé par la troisième place de l'Autrichien Felix Hacker (it). Les quatre premiers coureurs se tiennent en dis-sept points, et c'est Livio Hiltbrand (it) qui s'impose avec deux victoires et trois-cent-soixante-six points. Avec neuf points de moins et un seul podium (une victoire à tradPass Thurn (de)) son compatriote Alessio Miggiano est deuxième et l'autrichien Felix Hacker troisième malgré ses trois victoires, et sa blessure qui l’empêche de terminer la saison,. Pour un point, Gaël Zulauf ne monte pas sur le podium,.
| Rang | Nom                     | Points | Victoire(s) | Podium(s) |
| ---- | ----------------------- | ------ | ----------- | --------- |
| 1    | Livio Hiltbrand (it)    | 366    | 2           | 3         |
| 2    | Alessio Miggiano        | 357    | 1           | 1         |
| 3    | Felix Hacker (it)       | 350    | 3           | 3         |
| 4    | Gaël Zulauf             | 349    |             | 3         |
| 5    | Christophe Torrent (it) | 304    | 1           | 1         |
| 6    | Max Perathoner (it)     | 242    |             | 2         |
| 7    | Matteo Haas (it)        | 230    | 1           | 1         |
| 8    | Nicolò Molteni (it)     | 214    |             | 2         |
| 9    | Vincent Wieser (it)     | 164    |             | 1         |
| 10   | Sandro Manser           | 163    |             | 1         |

| Rang | Nom                     | Points | Victoire(s) | Podium(s) |
| ---- | ----------------------- | ------ | ----------- | --------- |
| 1    | Nadine Fest             | 380    | 3           | 4         |
| 2    | Carmen Spielberger (it) | 320    | 1           | 4         |
| 3    | Victoria Olivier (it)   | 215    |             | 1         |
| 4    | Leonie Zegg (de)        | 136    |             | 1         |
| 4    | Sara Allemand (it)      | 136    |             |           |
| 6    | Janine Schmitt (it)     | 120    |             | 1         |
| 7    | Fabiana Dorigo (de)     | 106    |             |           |
| 8    | Giulia Albano (it)      | 101    |             |           |
| 9    | Allison Mollin (it)     | 100    |             |           |
| 10   | Alina Willi (it)        | 90     |             |           |

### Super G
Chez les femmes, les dix épreuves courues (sur onze prévues) voient six vainqueurs différentes, dont la championne du monde américaine Breezy Johnson venue faire deux courses (et deux podiums) de coupe d'Europe, et surtout l'autrichienne Nadine Fest qui en remporte quatre (plus deux podiums). Elle devance sa dauphine, la Suisse Stefanie Grob, de deux-cent points (soit l'équivalent de deux victoires), tandis que l'Italienne Sara Allemand complète le podium. La Suisse Janine Schmitt (it) échoue au pied du podium pour quatre points, perdant sa place sur le podium lors de la dernière course où elle doit abandonner. Aucun de ces deux skieuses n'a pourtant gagné de super G dans la saison. La saison féminine est également marquée par la première course féminine disputée sur la Streif à Kitzbühel, piste mythique jusque là réservée aux courses masculines ; course remportée par Nadine Fest.
Chez les hommes ce sont neuf courses sur dix qui sont effectuées, et le classement qui en découle est bien plus serré que chez les femmes : Seulement dix-sept point séparent le vainqueur, l'Autrichien Vincent Wieser (it), du troisième, son compatriote Andreas Ploier (de). Entre les deux, onze points derrière Wieser, l'Italien Marco Abbruzzese (it) s'empare de la deuxième place. Aucun skieur n'a réussi à remporter deux super G cette saison, il y a donc neuf vainqueurs différents.
| Rang | Nom                     | Points | Victoire(s) | Podium(s) |
| ---- | ----------------------- | ------ | ----------- | --------- |
| 1    | Vincent Wieser (it)     | 364    | 1           | 3         |
| 2    | Marco Abbruzzese (it)   | 353    | 1           | 2         |
| 3    | Andreas Ploier (de)     | 347    | 1           | 3         |
| 4    | Alban Elezi Cannaferina | 300    | 1           | 2         |
| 5    | Lenz Hächler (de)       | 290    | 1           | 3         |
| 6    | Felix Hacker (it)       | 260    | 1           | 3         |
| 7    | Dominic Ott (it)        | 234    |             |           |
| 8    | Manuel Traninger        | 216    | 1           | 1         |
| 8    | Lukas Passrugger (it)   | 216    |             |           |
| 10   | Rok Ažnoh               | 208    |             | 1         |

| Rang | Nom                     | Points | Victoire(s) | Podium(s) |
| ---- | ----------------------- | ------ | ----------- | --------- |
| 1    | Nadine Fest             | 605    | 4           | 6         |
| 2    | Stefanie Grob           | 405    |             | 2         |
| 3    | Sara Allemand           | 352    |             | 3         |
| 4    | Janine Schmitt (it)     | 346    |             | 2         |
| 5    | Magdalena Egger         | 338    | 1           | 2         |
| 6    | Victoria Olivier (it)   | 332    |             | 3         |
| 7    | Asja Zenere (it)        | 330    | 2           | 3         |
| 8    | Carmen Spielberger (it) | 269    |             | 1         |
| 9    | Viktoria Bürgler (de)   | 261    |             |           |
| 10   | Livia Rossi (it)        | 199    |             |           |

### Géant
Chez les femmes dix slalom géants sont courus. L'Autrichienne Nina Astner en gagne trois pour cinq podiums et s'impose avec trente-six points d'avance devant la Suisse Vanessa Kasper et quarante-six sue la Norvégienne Hilma Lövblom (it),.
Chez les hommes, avec cinq podiums dont trois victoires également, le Suisse Lenz Hächler (de) remporte largement le classement de la spécialité devant les norvégiens  Eirik Hystad Solberg (it) et Oscar Andreas Sandvik (it). Si la première place était acquise à Hächler, le reste du podium s'est joué à Oppdal lors de la dernière des neuf courses : Sandvik s'est imposé devant Hächler, Solberg termine cinquième et le français Alban Elezi Cannaferina, deuxième du classement avant la course, seulement vingt-cinquième. Cette contre-performance le fait reculer à la quatrième place, deux points derrières Sandvik et six derrière Solberg.
| Rang | Nom                        | Points | Victoire(s) | Podium(s) |
| ---- | -------------------------- | ------ | ----------- | --------- |
| 1    | Lenz Hächler (de)          | 485    | 3           | 5         |
| 2    | Eirik Hystad Solberg (it)  | 329    | 2           | 2         |
| 3    | Oscar Andreas Sandvik (it) | 325    | 1           | 2         |
| 4    | Alban Elezi Cannaferina    | 323    | 1           | 4         |
| 5    | Guerlain Favre             | 261    |             | 1         |
| 6    | Rasmus Bakkevig (it)       | 253    | 1           | 3         |
| 7    | Mattias Rönngren           | 242    |             | 3         |
| 8    | Tobias Kastlunger          | 229    |             |           |
| 9    | Fadri Janutin              | 225    |             |           |
| 10   | Flavio Vitale              | 220    |             | 3         |

| Rang | Nom                            | Points | Victoire(s) | Podium(s) |
| ---- | ------------------------------ | ------ | ----------- | --------- |
| 1    | Nina Astner                    | 408    | 2           | 3         |
| 2    | Vanessa Kasper                 | 372    | 1           | 3         |
| 3    | Hilma Lövblom (it)             | 362    | 1           | 3         |
| 4    | Victoria Olivier (it)          | 317    | 1           | 1         |
| 5    | Selina Egloff (it)             | 315    |             | 1         |
| 6    | Erika Pykäläinen (fi)          | 270    |             | 1         |
| 7    | Fabiana Dorigo (de)            | 266    |             | 3         |
| 8    | Madeleine Sylvester-Davik (it) | 256    |             |           |
| 9    | Sophie Mathiou                 | 248    |             | 1         |
| 10   | Delphine Darbellay             | 227    | 1           | 1         |

### Slalom
En neuf slaloms, la Française Marion Chevrier a signé deux deuxièmes places consécutives à Valle Aurina en décembre puis trois victoires consécutives fin janvier/début février. Ces performances lui assurent le globe de la spécialité, avec cent-quatre-ving-quatre points (plus d'une victoire et une deuxième place) d'avance sur sa dauphine suisse Eliane Christen (de). La compatriote de cette dernière, Aline Danioth, complète le podium grâce à une victoire lors de la dernière course.
Chez les hommes, neuf slaloms également, et une grande régularité du suédois Oscar Andreas Sandvik (it) qui monte sept fois sur le podium, dont deux fois sur la plus haute marche. Auteur d'une grosse fin de saison avec deux victoires lors des trois derniers slalom l'Autrichien Simon Rueland (de) prend la deuxième place du classement devant le finlandais Jesper Pohjolainen (it) qui gagne sa place lors de la dernière manche en battant le Français Antoine Azzolin qui le devançait de deux points avant celle-ci,. Ce dernier slalom était aussi la dernière courses des trente-six de la saisons. Le Suisse Lenz Hächler (de), deuxième du géant derrière Sandvik, comptait encore sept points d'avance sur le Suédois au classement général. La dernière course était donc décisive pour l'attribution du gros globe. Septième de la première manche, le Suisse sort du tracé en seconde alors que le Suédois termine à la seconde place, et double donc Hächler pour s'adjuger le classement général.
| Rang | Nom                        | Points | Victoire(s) | Podium(s) |
| ---- | -------------------------- | ------ | ----------- | --------- |
| 1    | Oscar Andreas Sandvik (it) | 589    | 2           | 7         |
| 2    | Simon Rueland (de)         | 484    | 3           | 5         |
| 3    | Jesper Pohjolainen (it)    | 335    |             | 2         |
| 4    | Antoine Azzolin            | 325    | 1           | 1         |
| 5    | Hans Grahl-Madsen (no)     | 317    | 1           | 1         |
| 6    | Gustav Wissting (it)       | 308    | 1           | 1         |
| 7    | Matteo Canins (it)         | 276    | 1           | 2         |
| 8    | Tommaso Saccardi           | 275    | 1           | 1         |
| 9    | Mikkel Remsøy (no)         | 259    |             | 2         |
| 10   | Corrado Barbera            | 228    |             | 1         |

| Rang | Nom                  | Points | Victoire(s) | Podium(s) |
| ---- | -------------------- | ------ | ----------- | --------- |
| 1    | Marion Chevrier      | 576    | 3           | 5         |
| 2    | Eliane Christen (de) | 392    | 1           | 2         |
| 3    | Aline Danioth        | 243    | 1           | 3         |
| 4    | Lisa Hörhager (de)   | 227    | 1           | 2         |
| 5    | Anuk Brändli (de)    | 222    | 1           | 2         |
| 6    | Celina Haller        | 220    |             |           |
| 7    | Aline Höpli (it)     | 210    |             | 2         |
| 8    | Charlotte Lingg (de) | 200    |             | 2         |
| 9    | Marta Rossetti       | 190    | 1           | 1         |
| 9    | Caitlin McFarlane    | 190    | 0           | 1         |

## Calendrier et résultats

### Messieurs
| No      | Lieu                       | Date             | Épreuve       | Vainqueur | Deuxième | Troisième |
| ------- | -------------------------- | ---------------- | ------------- | --- | --- | --- |
| 1       | Levi                       | 23 novembre 2024 | Slalom        | Tommaso Saccardi | Mikkel Remsøy (no) | Simon Rueland (de) |
| 2       | Levi                       | 24 novembre 2024 | Slalom        | Oscar Andreas Sandvik (it) | Matthias Iten (it) | Mikkel Remsøy (no) |
| 3       | Zinal                      | 5 décembre 2024  | Géant         | Lenz Hächler (de) | Flavio Vitale | Aleix Aubert Serracanta |
| 4       | Zinal                      | 6 décembre 2024  | Géant         | Lenz Hächler (de) | Flavio Vitale | Alban Elezi Cannaferina |
| 5       | Santa Caterina di Valfurva | 11 décembre 2024 | Descente      | Felix Hacker (it) | Nejc Naraločnik (it) | Nicolò Molteni (it) |
| 6       | Santa Caterina di Valfurva | 12 décembre 2024 | Descente      | Felix Hacker (it) | Max Perathoner (it) | Livio Hiltbrand (it) |
| 7       | Santa Caterina di Valfurva | 13 décembre 2024 | Super G       | Vincent Wieser (it) | Felix Hacker (it) | Benjamin Jacques Alliod (it) |
| 8       | Val di Fassa               | 15 décembre 2024 | Slalom        | Gustav Wissting (it) | Oscar Andreas Sandvik (it) | Jesper Pohjolainen (it) |
| 9       | Obereggen                  | 16 décembre 2024 | Slalom        | Antoine Azzolin | Jesper Pohjolainen (it) | Oscar Andreas Sandvik (it) |
| -       | Valloire                   | 19 décembre 2024 | Géant         | Épreuves annulées à cause d'une remontée mécanique non opérationnelle.                                                                               | Épreuves annulées à cause d'une remontée mécanique non opérationnelle.                                                                               | Épreuves annulées à cause d'une remontée mécanique non opérationnelle.                                                                               |
| -       | Valloire                   | 20 décembre 2024 | Géant         | Épreuves annulées à cause d'une remontée mécanique non opérationnelle.                                                                               | Épreuves annulées à cause d'une remontée mécanique non opérationnelle.                                                                               | Épreuves annulées à cause d'une remontée mécanique non opérationnelle.                                                                               |
| -       | Wengen                     | 10 janvier 2025  | Super G       | Épreuves annulées en raison de mauvaises prévisions météorologiques. Le deuxième Super G est repris par la station autrichienne de Pass Thurn (de),. | Épreuves annulées en raison de mauvaises prévisions météorologiques. Le deuxième Super G est repris par la station autrichienne de Pass Thurn (de),. | Épreuves annulées en raison de mauvaises prévisions météorologiques. Le deuxième Super G est repris par la station autrichienne de Pass Thurn (de),. |
| -       | Wengen                     | 11 janvier 2025  | Super G       | Épreuves annulées en raison de mauvaises prévisions météorologiques. Le deuxième Super G est repris par la station autrichienne de Pass Thurn (de),. | Épreuves annulées en raison de mauvaises prévisions météorologiques. Le deuxième Super G est repris par la station autrichienne de Pass Thurn (de),. | Épreuves annulées en raison de mauvaises prévisions météorologiques. Le deuxième Super G est repris par la station autrichienne de Pass Thurn (de),. |
| 10      | Pass Thurn (de)            | 13 janvier 2025  | Super G,      | Raphaël Lessard (it) | Felix Hacker (it) | Emanuele Buzzi Vincent Wieser (it) |
| 11      | Pass Thurn (de)            | 16 janvier 2025  | Descente      | Alessio Miggiano (it) | Gaël Zulauf | Max Perathoner (it) |
| 12      | Pass Thurn (de)            | 17 janvier 2025  | Descente      | Felix Hacker (it) | Vincent Wieser (it) | Gaël Zulauf |
| 13      | Berchtesgaden              | 19 janvier 2025  | Slalom        | Matteo Canins (it) | Corrado Barbera | Auguste Aulnette |
| 14      | Reiteralm                  | 20 janvier 2025  | Super G       | Felix Hacker (it) | Marco Abbruzzese (it) | Alban Elezi Cannaferina |
| 15      | Reiteralm                  | 21 janvier 2025  | Super G       | Alban Elezi Cannaferina | Rasmus Windingstad | Eric Wyler (it) |
| 16      | Turnau                     | 24 janvier 2025  | Géant         | Andrej Drukarov | Anton Grammel (it) | Rasmus Bakkevig (it) Simon Talacci |
| 17      | Turnau                     | 25 janvier 2025  | Géant         | Rasmus Bakkevig (it) | Mattias Rönngren | Guerlain Favre |
| 18      | Orcières                   | 30 janvier 2025  | Descente      | Matteo Haas (it) | Rok Ažnoh | Philipp Kälin (it) |
| 19      | Orcières                   | 31 janvier 2025  | Descente      | Livio Hiltbrand (it) | Ken Caillot | Gaël Zulauf |
| 20      | Orcières                   | 1er février 2025 | Super G       | Maximilian Schwarz (it) | Christophe Torrent (it) | Rok Ažnoh |
| 21      | Soldeu                     | 3 février 2025   | Géant         | Eirik Hystad Solberg (it) | Mattias Rönngren | Loévan Parand |
| 22      | Soldeu                     | 4 février 2025   | Géant         | Eirik Hystad Solberg (it) | Alban Elezi Cannaferina | Mattias Rönngren |
| 23      | Baqueira                   | 6 février 2025   | Slalom        | Simon Rueland (de) | Matteo Canins (it) | Oscar Andreas Sandvik (it) |
| 24      | Baqueira                   | 7 février 2025   | Slalom        | Oscar Andreas Sandvik (it) | Oscar Heine (it) | Simon Rueland (de) |
| 25      | Crans-Montana              | 12 février 2025  | Super G,      | Manuel Traninger | Andreas Ploier (de) | Marco Kohler |
| 26      | Crans-Montana              | 12 février 2025  | Descente      | Livio Hiltbrand (it) | Sandro Manser | Gaël Zulauf |
| 27      | Crans-Montana              | 12 février 2025  | Descente      | Christophe Torrent (it) | Nicolò Molteni (it) | Marco Kohler |
| 28      | Bjelašnica                 | 21 février 2025  | Super G       | Andreas Ploier (de) | Luis Tritscher (it) | Lenz Hächler (de) |
| 29      | Bjelašnica                 | 22 février 2025  | Super G       | Marco Abbruzzese (it) | Lenz Hächler (de) | Andreas Ploier (de) |
| 30      | Ål                         | 12 mars 2025     | Slalom géant, | Alban Elezi Cannaferina | Lenz Hächler (de) | Flavio Vitale |
| 31      | Ål                         | 13 mars 2025     | Slalom géant, | Lenz Hächler (de) | Oscar Andreas Sandvik (it) | Alban Elezi Cannaferina |
| Finales |                            |                  |               | | | |
| -       | Kvitfjell                  | 16 mars 2025     | Descente      | Épreuve annulée à cause du vent. | Épreuve annulée à cause du vent. | Épreuve annulée à cause du vent. |
| 32      | Kvitfjell                  | 17 mars 2025     | Super G       | Lenz Hächler (de) | Stefan Rieser | Vincent Wieser (it) |
| 33      | Norefjell                  | 19 mars 2025     | Slalom        | Simon Rueland (de) | Theodor Brækken | Fabian Ax Swartz (it) |
| 34      | Norefjell                  | 20 mars 2025     | Slalom        | Hans Grahl-Madsen (no) | Oscar Andreas Sandvik (it) | Theodor Brækken |
| 35      | Oppdal                     | 22 mars 2025     | Géant         | Oscar Andreas Sandvik (it) | Lenz Hächler (de) | Rasmus Bakkevig (it) |
| 36      | Oppdal                     | 23 mars 2025     | Slalom        | Simon Rueland (de) | Oscar Andreas Sandvik (it) | William Hansson (it) |

### Dames
| No      | Lieu              | Date             | Épreuve  | Vainqueur                                                                            | Deuxième                                                                             | Troisième                                                                            |
| ------- | ----------------- | ---------------- | -------- | ------------------------------------------------------------------------------------ | ------------------------------------------------------------------------------------ | ------------------------------------------------------------------------------------ |
| 1       | Zinal             | 2 décembre 2024  | Géant    | Viktoria Bürgler (de)                                                                | June Brand                                                                           | Janine Schmitt (it)                                                                  |
| 2       | Zinal             | 3 décembre 2024  | Géant    | Delphine Darbellay                                                                   | Jana Fritz (it)                                                                      | Loïs Abouly (it)                                                                     |
| 3       | Mayrhofen         | 7 décembre 2024  | Géant    | Victoria Olivier (it)                                                                | Vanessa Kasper                                                                       | Katharina Truppe                                                                     |
| -       | Mayrhofen         | 8 décembre 2024  | Slalom   | Épreuve annulée,                                                                     | Épreuve annulée,                                                                     | Épreuve annulée,                                                                     |
| 4       | Saint-Moritz      | 13 décembre 2024 | Descente | Nadine Fest                                                                          | Carmen Spielberger (it)                                                              | Janine Schmitt (it)                                                                  |
| 5       | Saint-Moritz      | 13 décembre 2024 | Descente | Carmen Spielberger (it)                                                              | Nadine Fest                                                                          | Janine Schmitt (it)                                                                  |
| 6       | Zinal             | 16 décembre 2024 | Super G  | Asja Zenere (it)                                                                     | Janine Schmitt (it)                                                                  | Valérie Grenier                                                                      |
| 7       | Zinal             | 17 décembre 2024 | Super G  | Malorie Blanc                                                                        | Asja Zenere (it)                                                                     | Sara Allemand                                                                        |
| 8       | Valle Aurina      | 19 décembre 2024 | Slalom   | Marta Rossetti                                                                       | Marion Chevrier                                                                      | Charlotte Lingg (de)                                                                 |
| 9       | Valle Aurina      | 20 décembre 2024 | Slalom   | Estelle Alphand                                                                      | Marion Chevrier                                                                      | Anuk Brändli (de)                                                                    |
| 10      | Les Diablerets    | 7 janvier 2025   | Slalom   | Doriane Escané                                                                       | Aline Danioth                                                                        | Caitlin McFarlane                                                                    |
| 11      | Les Diablerets    | 8 janvier 2025   | Slalom   | Lisa Hörhager (de) Anuk Brändli (de)                                                 |                                                                                      | Moa Landström (it)                                                                   |
| 12      | Puy-Saint-Vincent | 10 janvier 2025  | Géant    | Nina Astner                                                                          | Britt Richardson                                                                     | Erika Pykäläinen (fi)                                                                |
| 13      | Puy-Saint-Vincent | 11 janvier 2025  | Géant    | Vanessa Kasper                                                                       | Nina Astner                                                                          | Fabiana Dorigo (de)                                                                  |
| 14      | Zauchensee        | 15 janvier 2025  | Descente | Nadine Fest                                                                          | Carmen Spielberger (it)                                                              | Leonie Zegg (de)                                                                     |
| 15      | Zauchensee        | 16 janvier 2025  | Descente | Nadine Fest                                                                          | Victoria Olivier (it)                                                                | Carmen Spielberger (it)                                                              |
| 16      | Zauchensee        | 17 janvier 2025  | Super G  | Nadine Fest                                                                          | Sara Allemand (it)                                                                   | Clara Direz                                                                          |
| 17      | Zell am See       | 19 janvier 2025  | Slalom   | Eliane Christen (it)                                                                 | Charlotte Lingg (it)                                                                 | Aline Höpli (it)                                                                     |
| 18      | Zell am See       | 20 janvier 2025  | Slalom   | Marion Chevrier                                                                      | Eliane Christen (it)                                                                 | Aline Danioth                                                                        |
| -       | Tarvisio          | 29 janvier 2025  | Descente | Épreuves annulées. Les deux descentes sont reprises par Sella Nevea aux mêmes dates. | Épreuves annulées. Les deux descentes sont reprises par Sella Nevea aux mêmes dates. | Épreuves annulées. Les deux descentes sont reprises par Sella Nevea aux mêmes dates. |
| -       | Tarvisio          | 30 janvier 2025  | Descente | Épreuves annulées. Les deux descentes sont reprises par Sella Nevea aux mêmes dates. | Épreuves annulées. Les deux descentes sont reprises par Sella Nevea aux mêmes dates. | Épreuves annulées. Les deux descentes sont reprises par Sella Nevea aux mêmes dates. |
| -       | Tarvisio          | 31 janvier 2025  | Super G  | Épreuves annulées. Les deux descentes sont reprises par Sella Nevea aux mêmes dates. | Épreuves annulées. Les deux descentes sont reprises par Sella Nevea aux mêmes dates. | Épreuves annulées. Les deux descentes sont reprises par Sella Nevea aux mêmes dates. |
| -       | Sella Nevea       | 29 janvier 2025  | Descente | Épreuves annulées à cause des conditions météorologiques ayant dégradé la neige.     | Épreuves annulées à cause des conditions météorologiques ayant dégradé la neige.     | Épreuves annulées à cause des conditions météorologiques ayant dégradé la neige.     |
| -       | Sella Nevea       | 30 janvier 2025  | Descente | Épreuves annulées à cause des conditions météorologiques ayant dégradé la neige.     | Épreuves annulées à cause des conditions météorologiques ayant dégradé la neige.     | Épreuves annulées à cause des conditions météorologiques ayant dégradé la neige.     |
| 19      | Špindlerův Mlýn   | 3 février 2025   | Slalom   | Marion Chevrier                                                                      | Martina Dubovská                                                                     | Marta Rossetti                                                                       |
| 20      | Špindlerův Mlýn   | 4 février 2025   | Slalom   | Marion Chevrier                                                                      | Aline Höpli (it)                                                                     | Martina Dubovská                                                                     |
| 21      | Oberjoch          | 9 février 2025   | Géant    | Nina Astner                                                                          | Selina Egloff (it)                                                                   | Fabiana Dorigo (de)                                                                  |
| 22      | Oberjoch          | 10 février 2025  | Géant    | Charlotte Lingg (it)                                                                 | Sophie Mathiou                                                                       | Hilma Lövblom (it)                                                                   |
| 23      | Bardonnèche       | 14 février 2025  | Super G  | Asja Zenere (it)                                                                     | Janine Schmitt (it)                                                                  | Stefanie Grob                                                                        |
| 24      | Bardonnèche       | 15 février 2025  | Super G  | Nadine Fest                                                                          | Stefanie Grob                                                                        | Sara Allemand                                                                        |
| 25      | Sarentino         | 19 février 2025  | Super G  | Breezy Johnson                                                                       | Nadine Fest                                                                          | Breezy Johnson                                                                       |
| 26      | Sarentino         | 20 février 2025  | Super G  | Nadine Fest                                                                          | Victoria Olivier (it)                                                                | Isabella Wright (en)                                                                 |
| 27      | Kitzbühel         | 9 mars 2025      | Super G  | Nadine Fest                                                                          | Carmen Spielberger (it)                                                              | Victoria Olivier (it)                                                                |
| 28      | Kitzbühel         | 9 mars 2025      | Super G  | Magdalena Egger                                                                      | Victoria Olivier (it)                                                                | Nadine Fest                                                                          |
| Finales |                   |                  |          |                                                                                      |                                                                                      |                                                                                      |
| -       | Kvitfjell         | 16 mars 2025     | Descente | Épreuve annulée à cause du vent.                                                     | Épreuve annulée à cause du vent.                                                     | Épreuve annulée à cause du vent.                                                     |
| 29      | Kvitfjell         | 17 mars 2025     | Super G  | Elvedina Muzaferija                                                                  | Sara Thaler (it)                                                                     | Magdalena Egger                                                                      |
| 30      | Geilo,            | 19 mars 2025     | Géant    | Lara Della Mea                                                                       | Hilma Lövblom (it)                                                                   | Lisa Nyberg (it)                                                                     |
| 31      | Geilo,            | 20 mars 2025     | Géant    | Hilma Lövblom (it)                                                                   | Lisa Nyberg (it)                                                                     | Clara Direz                                                                          |
| 32      | Oppdal            | 22 mars 2025     | Géant    | Lara Della Mea                                                                       | Fabiana Dorigo (de)                                                                  | Vanessa Kasper                                                                       |
| 33      | Oppdal            | 23 mars 2025     | Slalom   | Aline Danioth                                                                        | Lisa Hörhager (de)                                                                   | Selina Egloff (it)                                                                   |